# Pardosa luctinosa etsinensis
Pardosa luctinosa etsinensis is een spinnenondersoort in de taxonomische indeling van de wolfspinnen (Lycosidae).
Het dier behoort tot het geslacht Pardosa. De wetenschappelijke naam van de soort werd voor het eerst geldig gepubliceerd in 1963 door Ehrenfried Schenkel-Haas.